# Überragender Führer

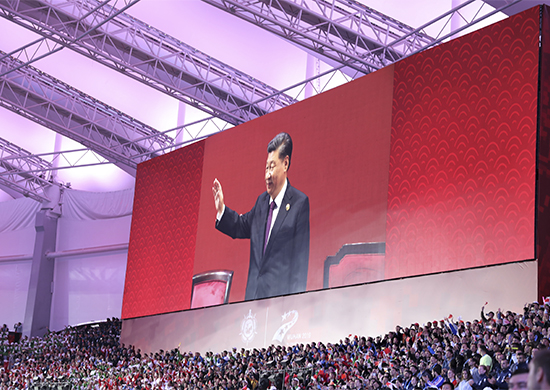
Großflächige Darstellung des Obersten Führers Xi Jinping bei den Militärweltspielen 2019 in Wuhan

Überragender Führer oder Oberster Führer (chinesisch 中華人民共和國最高領導人 / 中华人民共和国最高领导人,  Zhōnghuá Rénmín Gònghéguó Zuìgāo Lǐngdǎorén – „Überragender Führer der Volksrepublik China“, englisch Paramount Leader) ist die Bezeichnung für den führenden Politiker und Machthaber der Volksrepublik China. Es ist anders als etwa der Oberste Führer des Iran kein offizielles Amt und entspricht dem Obersten Führer Nordkoreas. Stand 2024 ist Xi Jinping Inhaber aller höchsten Ämter, seit 2012 Generalsekretär der Kommunistischen Partei Chinas, Vorsitzender der Zentralen Militärkommission und seit 2013 Staatspräsident der Volksrepublik China.

## Geschichte
In stalinistischen Staaten oder solchen mit stalinistischem Erbe ist der Paramount Leader häufig der eigentliche Staatsführer. Er hat nicht notwendigerweise offizielle Regierungsämter inne wie etwa das des Staatspräsidenten oder Ministerpräsidenten, ist aber meist Vorsitzender oder Generalsekretär der kommunistischen Partei.

### Volksrepublik China
Hauptsächlich findet der Begriff Paramount Leader in Zusammenhang mit der Volksrepublik China und deren politischem System Verwendung. Jenseits aller offiziellen Ämter ist der Paramount Leader der eigentliche politische Führer der Volksrepublik China. Historische Beispiele sind etwa Mao Zedong und Deng Xiaoping. Für Dengs Regierungsstil etwa war charakteristisch, dass er weder Premierminister noch Parteivorsitzender war, das politische Geschehen jedoch aus seinen Ämtern als Vizepremierminister, Vizeparteivorsitzender und Vorsitzender der Zentralen Militärkommission  heraus kontrollierte. 
Seit Beginn des Wandels unter Deng Xiaoping und seinen Nachfolgern ist der Paramount Leader institutionell klar definiert. Das politische System der Volksrepublik China beruht auf drei Säulen: erstens der Kommunistischen Partei der Volksrepublik China, zweitens den staatlichen Institutionen der Volksrepublik China und drittens der Volksbefreiungsarmee.
Der Paramount Leader zeichnet sich dadurch aus, dass er als Generalsekretär der Kommunistischen Partei Chinas sowie als Vorsitzender der Zentralen Militärkommission die beiden führenden Ämter dieser drei Säulen besetzt. Hinzu kommt der Vorsitz in verschiedenen Parteiausschüssen, üblicherweise im Ausschuss für Auswärtige Angelegenheiten und dem Ausschuss für Taiwanangelegenheiten. In diesen Ausschüssen findet die eigentliche Entscheidungsfindung statt, nicht in den zuständigen Ministerien. So hat etwa das Verteidigungsministerium in China kaum Kompetenzen, und alle militärpolitischen Entscheidungen werden in der Zentralen Militärkommission getroffen.
Seit 2012 ist Xi Jinping, der Nachfolger von Hu Jintao als Generalsekretär und Staatspräsident, Paramount Leader. Die Übertragung der Macht auf einen Nachfolger zieht sich mittlerweile gewöhnlich über lange Zeiträume hin und umfasst mehrere Monate oder gar Jahre. Sie wird abgeschlossen durch die Übergabe des Vorsitzes in der Zentralen Militärkommission. Dieses Amt wird erst dann übergeben, wenn sich der Nachfolger als verlässlich und geeignet erweist. Auf diese Weise sichert der Vorgänger die politische Kontinuität und die eigenen Interessen. So bezeichnete im Oktober 2010 die China Daily Hu Jintao als Paramount Leader. Im Dezember 2014 bezeichnete die Besteuerungsverwaltung der VRC den derzeitigen Generalsekretär Xi Jinping als Paramount Leader. Auf dem 19. Parteitag der Kommunistischen Partei im Jahr 2017 gelang es Xi Jinping, seine Machtfülle erheblich auszubauen. In dessen Folge fand der Begriff des Paramount Leaders auch international große Beachtung.

## Liste
Bisherige Überragende Führer der Volksrepublik China:
1. Mao Zedong (1949–1976)
2. Hua Guofeng (1976–1978)
3. Deng Xiaoping (1978–1989)
4. Jiang Zemin (1989–2002)
5. Hu Jintao (2002–2012)
6. Xi Jinping (seit 2012)